# Zahra Shahid
Zahra Shahid Hussain ou plus simplement Zahra Shahid parfois surnommée Zara Apa (en ourdou : زہرہ شاہد حسین) est une professeure et femme politique pakistanaise membre du Mouvement du Pakistan pour la justice. Elle est assassinée le 18 mai 2013 dans le contexte des contestations des résultats des élections législatives à Karachi.

## Carrière politique
Zahra Shahid Hussain est la première vice-présidente de la section de Karachi du Mouvement du Pakistan pour la justice.

## Assassinat
Lors des élections législatives du 11 mai 2013, le Mouvement du Pakistan pour la justice (PTI) perce à Karachi, sans remettre en cause la majorité du Mouvement Muttahida Qaumi (MQM). Le scrutin est toutefois marqué par des violences et Imran Khan, chef du PTI, accuse de MQM de nombreuses irrégularités. La Commission électorale du Pakistan ordonne un nouveau vote pour une circonscription nationale et deux provinciales dans la ville pour le 19 mai. La veille de cette échéance, le 18 mai 2013, Zahra Shahid Hussain est abattue à la sortie de son domicile par deux hommes en moto. Transférée à l’hôpital, elle décède durant le trajet.
Imran Khan accuse le MQM et plus particulièrement son chef Altaf Hussain d'en être directement responsable, se plaignant de menaces de mort déguisées formulées par le leader. Ce dernier a notamment déclaré « je ne veux pas me battre, sans quoi mon peuple aurait déjà transformé les symboliques Teen Talwar en réelles épées sur mon ordre », paroles qui sont interprétées par ses opposants comme une menace. Altaf Hussain dément toutefois ces accusations.
Le 25 septembre 2013, Mohammad Rashid est arrêté par la police pour détention illégale d'armes. Interrogé, il aurait d'abord avoué le meurtre de la politicienne. Un deuxième homme, Zahid Abbas Zaidi, est arrêté le 2 octobre 2013. L'accusation affirme que les deux accusés sont membres du MQM mais ces derniers démentent toute implication dans le mouvement et l'assassinat. Le 31 août 2018, ils sont reconnus coupables et condamnés à la peine de mort par la Cour anti-terroriste de Karachi en se basant sur le témoignage du chauffeur de la victime. 